# Buba (ciudad)
Buba es una ciudad y sector, capital de la región administrativa de Quinara, en Guinea-Bisáu. Está ubicada a orillas del Río Grande de Buba.
Según el censo de población de 2009, el sector tenía una población de 17.123 habitantes, con 7.571 habitantes solo en el área urbana de la ciudad de Buba, distribuidos en un área territorial de 744,2 km².

## Historia
Inicialmente conocida como Bolola, la primera factoría portuguesa en la localidad fue fundada en 1670, en las afueras de un pueblo de los beafadas, siendo un importante punto comercial entre Bisseque, Guínala y Biguba.
El 24 de junio de 1827, el gobernador colonial británico de Sierra Leona, Neil Campbell, en una expedición a la isla de Bolama y al Río Grande de Buba, firmó con los jefes de Bolola y Guínala un tratado de comercio fluvial, convirtiendo esa región en una posesión virtual del Imperio británico.
El 16 de octubre de 1856, Honório Barreto forjó una serie de complejas alianzas con las beafadas para socavar la influencia británica en la región, ganando el derecho a instalar caboverdianos en Bolola. En 1857, obtuvo el permiso de los nativos para elevar la antigua factoría a la categoría de freguesia, conociéndose por primera vez con el nombre de Buba.
En 1868 la colonia de Buba es capturada por los británicos y anexionada a la Guinea Británica, siendo reconquistada en el mismo año tras una intensa batalla naval en la desembocadura del Río Grande de Buba.
El 1 de diciembre de 1869, el sistema de capitanía fue reemplazado por una nueva división administrativa por la que a partir de entonces se convertiría en la Guinea Portuguesa, con la creación de dos distritos y cuatro concejos: Cacheu, Buba, Bisáu y Bolama. Los dos primeros concejos formarían parte del distrito de Cacheu (reemplazo de la Capitanía de Cacheu) y los dos últimos del distrito de Bisáu (reemplazo de la Capitanía de Bisáu).
En 1879, como parte de la formación administrativa de la Guinea Portuguesa, se creó el puesto militar de Buba, con 20 soldados caboverdianos bajo el mando de un teniente portugués. El destacamento tuvo su bautismo de fuego el 1 de febrero de 1880, cuando los fulas, liderados por Mamadi Paté Bolola, atacaron el pueblo de Buba, oponiéndose tanto a los europeos como a los beafadas. Fue el comienzo de una serie de invasiones fulas que cambiaron definitivamente el perfil demográfico de la región. Los portugueses solo lograron romper el asedio de los fulas en 1890, después de lograr asesinar al rey Bolola.
Mediante un diploma real de 1906, el territorio guineano fue dividido en un municipio (Bolama) y seis residencias: Bisáu, Cacheu, Farim, Geba, Cacine y Buba. Buba se convirtió en la capital del distrito de Quinará.

## Geografía
Buba se encuentra en la parte sur de Guinea-Bisáu, en la región de Quinara, a 223 kilómetros de Bisáu, a orillas del río Grande de Buba.

## Demografía
Buba está habitada principalmente por los grupos étnicos de los beafadas y los mandingas, y todavía existen minorías considerables de fulas, balantas, manjacos y papeles, así como descendientes de portugueses.

## Áreas protegidas
En las afueras de la ciudad se encuentra el importante Parque natural de las Lagunas de Cufada, una de las áreas de preservación natural más grandes del país.

## Economía

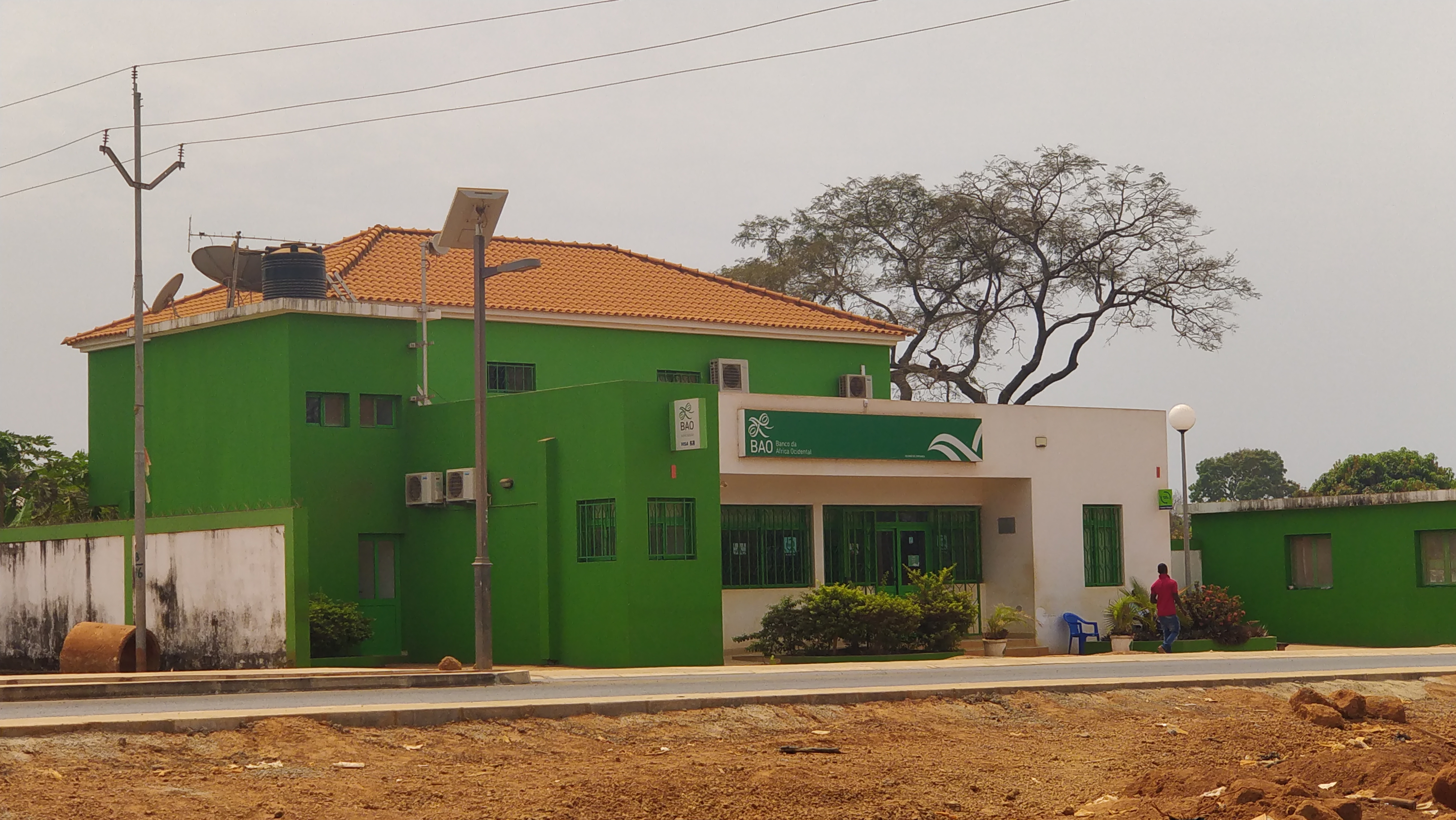
Agência do Banco da África Ocidental (BAO) en Buba,2019.

La economía local se basa en la pesca, agricultura y comercio. Se siembra arroz, cacahuete y maíz y se practica la agricultura itinerante mediante el uso del fuego, una práctica que amenaza el bosque endémico de esta región.
Existen expectativas en Buba para la construcción del puerto de Buba y para el enlace de la ciudad con Madina do Boé (en las colinas de Boé) por el proyectado Ferrocarril Buba-Boé, de donde debería extraerse la bauxita.

## Infraestructura
Buba es atravesada por la Ruta Nacional Nº 2 (N2), que la conecta con Fulacunda, al noroeste, y con Quebo, al sureste. Además de la N2, Buba también está conectada a través de la Carretera regional nº 7 (R7) a Batambali, al suroeste.
La ciudad tiene un campus central de la Escola Normal Superior Tchico Té (ENSTT). ENSTT ofrece básicamente licenciaturas.